# Liga Ecuatoriana de Baloncesto 2011
La Liga Ecuatoriana de Baloncesto 2011 (por motivos de patrocinio Copa Marathon Sports) fue la primera edición de la máxima categoría del baloncesto organizado por la  Comisión de la Liga Ecuatoriana de Baloncesto.

## Aspectos destacados
- Es la primera vez que participan ocho clubes de alto rendimiento en una lid nacional.
- Es la primera vez que la competencia nacional se denomina Liga Ecuatoriana de Baloncesto.
- Es la primera vez que el torneo llega a ocho provincias del país.
- Es la primera vez que el Reglamento permite la contratación de hasta tres extranjeros de cualquier nacionalidad para reforzar a los clubes participantes.
- Es la primera vez que el torneo tiene el nombre de un auspiciante: Copa Marathon Sports.
- Es la primera vez que el torneo tiene un hotel oficial, el Dann Carlton, donde se realizó la presentación del certamen, que también contó con el auspicio de Gatorade.
- Es la primera vez se organiza el Juego de las Estrellas, donde participaron los mejores jugadores nacionales y extranjeros de la temporada 2011.
- Es la primera vez que la CLEB (que agrupa a los clubes de alto rendimiento), presidida por Patricio Pozo, se hace cargo de la organización del torneo.[3]
- Es la primera vez que los directivos de los clubes se reunirán con anticipación para organizar la próxima temporada. La reunión está prevista para octubre, (fecha por determinar), donde se delimitarán los parámetros del torneo 2012, que estamos seguros será más intenso.

## Primera etapa
- Actualizadas las clasificaciones al 18 de septiembre de 2011. [4]

| Pos | Equipo                | Pts | PJ | G  | P  | Dif  |
| --- | --------------------- | --- | -- | -- | -- | ---- |
| 1   | Espol                 | 26  | 14 | 12 | 2  | +149 |
| 2   | UTE                   | 24  | 14 | 10 | 4  | +111 |
| 3   | Mavort                | 23  | 14 | 9  | 5  | +80  |
| 4   | Importadora Alvarado  | 22  | 14 | 8  | 6  | +32  |
| 5   | Guerreros de Jehoshua | 19  | 14 | 5  | 9  | -31  |
| 6   | Orense Sporting Club  | 19  | 14 | 5  | 9  | -56  |
| 7   | JG Bolivar            | 15  | 14 | 1  | 13 | -94  |
| 8   | Rangers Fluminense    | 15  | 14 | 1  | 13 | -191 |

 Pts=Puntos; PJ=Partidos jugados; G=Partidos ganados; P=Partidos perdidos; CF=Canastas a favor; CC=Canastas en contra; Dif=Diferencia de puntos
|  | Clasificado para los playoffs |
|  | Eliminado.                    |

## Play-offs
|  | Semifinal | Semifinal             | Semifinal |                       |   | Final | Final | Final |  |
|  |           |                       |           |                       |   |       |       |       |  |
|  |           |                       |           |                       |   |       |       |       |  |
|  | 1         | ESPOL                 | 2         |                       |   |       |       |       |  |
|  | 1         | ESPOL                 | 2         |                       |   |       |       |       |  |
|  | 4         | Importadora Alvarado  | 1         |                       |   |       |       |       |  |
|  | 4         | Importadora Alvarado  | 1         |                       | 1 | ESPOL | 1     |       |  |
|  |           |                       |           |                       | 1 | ESPOL | 1     |       |  |
|  |           |                       | 2         | Club Deportivo Mavort | 2 |       |       |       |  |
|  | 2         | Club Deportivo Mavort | 2         | Club Deportivo Mavort | 2 | 2     |       |       |  |
|  | 2         | Club Deportivo Mavort |           |                       |   | 2     |       |       |  |
|  | 3         | UTE                   | 0         |                       |   |       |       |       |  |
|  | 3         | UTE                   | 0         |                       |   |       |       |       |  |
|  |           |                       |           |                       |   |       |       |       |  |

| Campeón de la LEB 2011         |
| ------------------------------ |
| Mavort Primer título de la LEB |

### Final
| 27 de septiembre de 2011 | ESPOL | 94–98 | Club Deportivo Mavort |                                                               |
|                          |       |       |                       |                                                               |
|                          |       |       |                       | Pabellón: Coliseo Abel Jiménez Parra, Guayaquil Televisión: . |

| 30 de septiembre de 2011 | Club Deportivo Mavort | 87–97 | ESPOL |                                                           |
|                          |                       |       |       |                                                           |
|                          |                       |       |       | Pabellón: Coliseo Luis Leoro Franco, Ibarra Televisión: . |

| 1 de octubre de 2011 | Club Deportivo Mavort | 88–83 | ESPOL |                                                           |
|                      |                       |       |       |                                                           |
|                      |                       |       |       | Pabellón: Coliseo Luis Leoro Franco, Ibarra Televisión: . |